# Die Beatles in Indien
Im Februar 1968 reiste die englische Rockband The Beatles nach Rishikesh in Nordindien, um an einem Fortbildungskurs für Transzendentale Meditation (TM) im Aschram Shankaracharaye Nagar in Rishikesh von Maharishi Mahesh Yogi teilzunehmen. Der Besuch war eine Folge der öffentlichen Verurteilung der Gruppe von Drogen zugunsten von TM und fand breite Beachtung in den Medien. Das Interesse der Band an den Lehren des Maharishi wurde von George Harrisons Hinneigung angeführt, und es veränderte die Einstellung des Westens zur indischen Spiritualität und förderte das Studium der transzendentalen Meditation. Der Besuch war auch die produktivste Zeit für das Songwriting der Band.
Die Beatles hatten vorgehabt, sich dem Maharishi in Indien anzuschließen, kurz nachdem sie Ende August 1967 an seinem Seminar in Bangor, Wales, teilgenommen hatten. Ihre Teilnahme am Seminar wurde durch den Tod ihres Managers Brian Epstein unterbrochen, wonach sie sich dazu verpflichteten, den Fernsehfilm Magical Mystery Tour zu drehen. Harrison und John Lennon waren von den Vorzügen von TM überzeugt und wurden Sprecher des Maharishis Spiritual Regeneration Movements, als er als Guru der Beatles internationale Bekanntheit erlangte. Die Bandmitglieder kamen Mitte Februar 1968 mit ihren Frauen, Freundinnen, Assistenten und zahlreichen Reportern nach Indien. Sie schlossen sich einer Gruppe von 60 Personen an, die sich zu TM-Lehrern ausbilden ließen. Zu den anderen prominenten Meditierenden gehörten die Musiker Donovan, Mike Love und Paul Horn sowie die Schauspielerin Mia Farrow. Während sie dort waren, schrieben Lennon, Paul McCartney und Harrison viele Songs, und Ringo Starr beendete das Schreiben seines ersten. Achtzehn dieser Songs wurden für The Beatles („Das weiße Album“) aufgenommen, zwei Songs erschienen auf dem Album Abbey Road und andere wurden für verschiedene Soloprojekte verwendet.

## Hintergrund
Die Beatles nahmen Ende August 1967 an einem Seminar des Maharishi Mahesh Yogi für Transzendentale Meditation (TM) in Bangor, Wales, teil, als sie am 27. August 1967 erfuhren, dass ihr Manager Brian Epstein in seinem Haus in London tot aufgefunden worden war. Daraufhin brachen sie ihren Aufenthalt ab und reisten nach einer Pressekonferenz zurück nach London. Die Beatles waren bestrebt, die Meditation weiter zu erforschen, und planten, Ende Oktober in das Maharishi-Trainingszentrum in Rishikesh, Indien, zu reisen. Auf Drängen von Paul McCartney wurde die Reise jedoch auf das neue Jahr verschoben, um an ihrem Filmprojekt Magical Mystery Tour zu arbeiten, da er befürchtete, dass sich die Band mit dem Verlust von Epstein zunächst auf ihre Karriere konzentrieren sollte. George Harrison und John Lennon, die beiden, die sich am den Lehren des Maharishi am meisten verschrieben hatten, traten im Herbst 1967 zweimal in David Frosts Fernsehprogramm auf, um für die Vorteile von TM zu werben.
Jetzt als „der Guru der Beatles“ bekannt, ging der Maharishi auf seine achte Welttournee und hielt Vorträge in Großbritannien, Skandinavien, Westdeutschland, Italien, Kanada und Kalifornien. Harrison stellte Dennis Wilson von den Beach Boys den Maharishi vor, als er und Lennon im Dezember bei einem UNICEF-Benefizaufenthalt in Paris zu ihrem Lehrer stießen. Wilsons Bandkollege Mike Love beschrieb den Privatvortrag, den der Maharishi zuvor gehalten hatte, als „beeindruckend“ und „die tiefgreifendste Erfahrung, die ich je erlebt hatte“. Nachdem der schottische Sänger Donovan Harrisons Interesse an Meditation und indischen religiösen Texten lange geteilt hatte, erkannte auch er den Maharishi als den „Führer“ an, nach dem sie gesucht hatten.
Im Westen, vor allem in den Vereinigten Staaten, wurde in den Medien viel über Maharishi berichtet. Das Magazin Life widmete dem Phänomen TM einen Titelartikel und erklärte 1968 zum „Jahr des Gurus“. Die Mainstream-Presse blieb jedoch weitgehend misstrauisch gegenüber den Motiven des Maharishi; das britische Satiremagazin Private Eye gab ihm den Spitznamen „Veririchi Lotsamoney Yogi Bear“. Lennon verteidigte die Forderung des Maharishi, dass seine Studenten einen Wochenlohn an seine Organisation, die Spirituelle Regenerationsbewegung, spenden sollten, mit den Worten, dies sei „die fairste Sache, von der ich je gehört habe“. Lennon fügte hinzu: „Was soll's, wenn er kommerziell ist? Wir sind die kommerziellste Gruppe der Welt!“ Die Beatles waren jedoch besorgt darüber, dass der Maharishi ihren Namen zur Eigenwerbung zu benutzen schien. Nach Angaben von Peter Brown, der nach Epsteins Tod vorübergehend dessen Rolle übernahm, verhandelte der Maharishi mit ABC in den USA über ein Fernsehspecial mit der Band. Um ihn davon abzuhalten, besuchte Brown zweimal den Maharishi in Malmö, Schweden – beim zweiten Mal zusammen mit Harrison und McCartney –, woraufhin dieser nur „kicherte“. In Browns Beschreibung verteidigte Harrison ihren Lehrer mit den Worten: „Er ist kein moderner Mensch. Er versteht diese Dinge einfach nicht“.
Harrison flog im Januar 1968 nach Bombay, um am Soundtrack von Wonderwall Music zu arbeiten, in der Erwartung, dass der Rest der Gruppe bald folgen würde. Als sie sich verspäteten, flog er zurück nach London. Die B-Seite, Harrisons „The Inner Light“, wurde größtenteils in Bombay aufgenommen und enthielt eine indische Instrumentierung und einen Text, in dem Meditation als Mittel zum echten Verständnis der Welt propagiert wurde. Obwohl es bis Ende 1969 unveröffentlicht blieb, enthielt Lennons „Across the Universe“ den Refrain „Jai Guru Deva“, ein Standardgruß der spirituellen Regenerationsbewegung. Abgesehen von den prominenten Musikern, die nun die TM unterstützten, hatte der Maharishi in New York City auch die Unterstützung des amerikanischen Filmstars Mia Farrow gewonnen. Ende Januar, als die Trennung von ihrem Ehemann Frank Sinatra in aller Munde war, begleitete Farrow den Maharishi vor der Abreise der Beatles aus London nach Indien.

## Ankünfte
Die Beatles und ihr Gefolge reisten in zwei Gruppen nach Rishikesh. Lennon und seine Frau Cynthia, Harrison und seine Frau Pattie Boyd sowie deren Schwester Jenny kamen am 15. Februar in Delhi an. Sie wurden von Mal Evans, ihrem langjährigen Assistenten und ehemaligen Roadmanager, empfangen, der die 240 km lange, sechsstündige Taxifahrt nach Rishikesh organisiert hatte. Dort angekommen, ging die Gruppe über die Lakshman-Jhula-Fußgängerbrücke, über den Fluss Ganges und den Hügel hinauf zum Ashram des Maharishi. McCartney und seine Freundin Jane Asher sowie Ringo Starr und seine Frau Maureen landeten am 19. Februar in Delhi. Da die Presse McCartney und Starr nach der Ankunft der ersten Gruppe erwartete, waren sie einer ständigen Aufmerksamkeit ausgesetzt. Als Starr eintraf, bat er Evans, ihn wegen einer Reaktion auf eine Inokulation zu einem Arzt zu bringen. Daraufhin übernachteten Starr, McCartney und ihre Partner in Delhi und reisten am frühen Morgen des 20. Februar mit Evans nach Rishikesh.

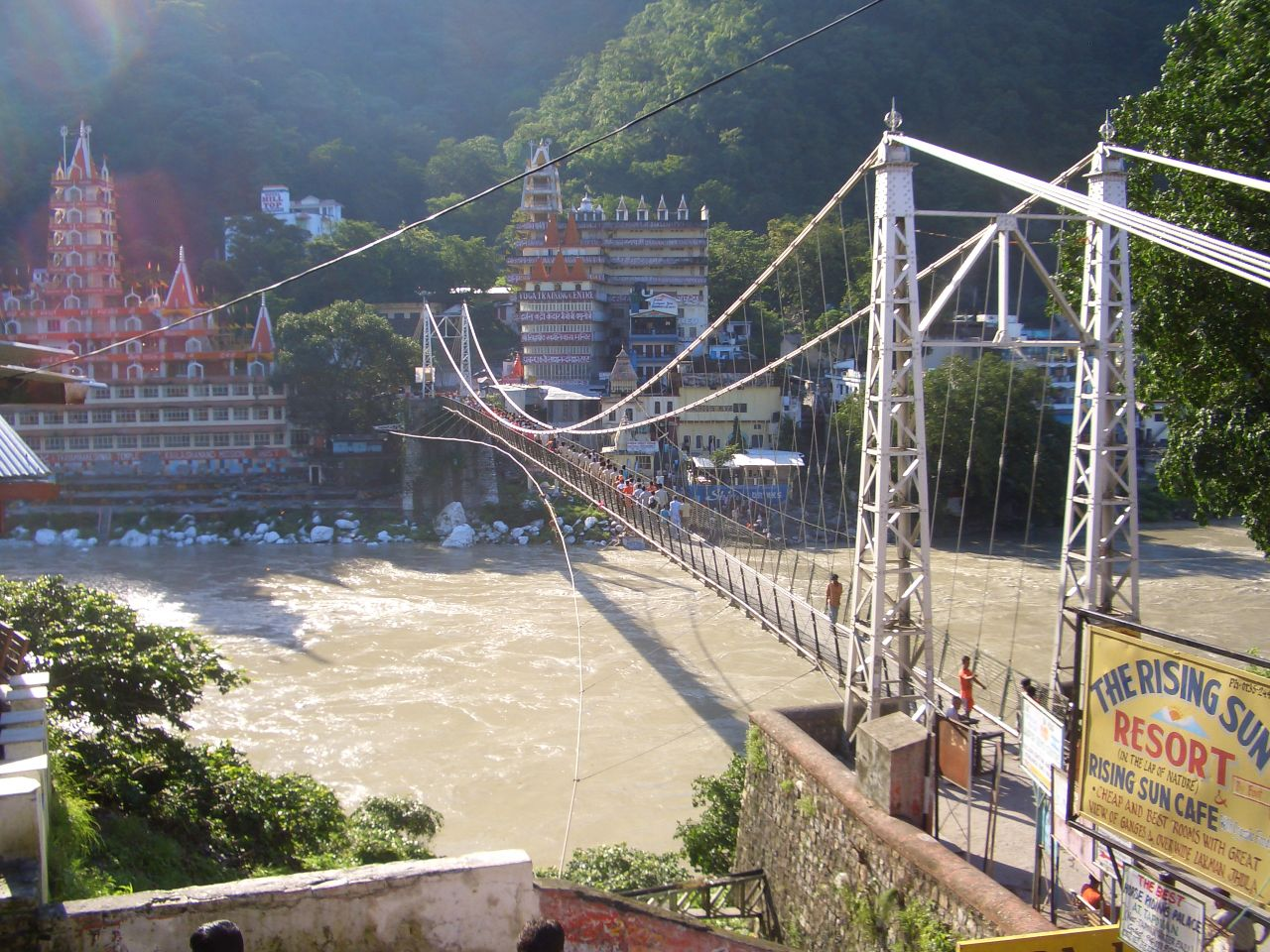
Die Hängebrücke Lakshman Jhula über den Ganges

Die Beatles kamen drei Wochen nach Beginn des Kurses, der am 25. April enden sollte, im Aschram an. Sie wurden von einem Gefolge von Reportern und Fotografen begleitet, die größtenteils von dem eingezäunten und umzäunten Gelände ferngehalten wurden. Evans und der Beatles-Helfer Neil Aspinall waren die meiste Zeit anwesend. Alexis „Magic Alex“ Mardas, der griechische Elektronikingenieur, der 1967 zu den ersten gehörte, die der Band den Maharishi empfohlen hatten, traf vier Wochen später ein. Auch Denis O’Dell, der Chef der Beatles-Firma Apple Films, schloss sich ihnen für kurze Zeit an. In seinen Memoiren The Love You Make sagt Brown, dass er erst im selben Monat von der Absicht der Beatles erfuhr, nach Indien zu gehen, obwohl er und die Band bereits mit der Gründung ihres Multimedia-Unternehmens Apple Corps beschäftigt waren. Er fügt hinzu: „Die Beherrschung der Transzendentalen Meditation, so hofften sie, würde ihnen die Weisheit geben, Apple zu führen.“
Außerdem waren Donovan, der Songschreiber und Bildhauer Gyp „Gypsy Dave“ Mills, Mike Love, der Jazzflötist Paul Horn, die Schauspieler Tom Simcox und Jerry Stovin sowie Dutzende andere Europäer oder Amerikaner anwesend. Farrow wurde von ihrer Schwester Prudence und ihrem Bruder John begleitet. Die amerikanische Prominente Nancy Cooke de Herrera war ebenfalls anwesend, in ihrer Rolle als Publizistin und Vertraute des Maharishi. Als lebenslange Anhängerin der TM und spätere Ausbilderin vieler Prominenter schrieb Cooke de Herrara später, dass der Maharishi den prominenten Meditierenden „besondere Aufmerksamkeit“ schenkte, was, wie sie befürchtete, deren Ego nähren und der Erfahrung abträglich sein würde. Obwohl der Presse der Zutritt zum Ashram verwehrt war, erhielt der Journalist Lewis Lapham die Erlaubnis, für die Saturday Evening Post einen Artikel über den Rückzugsort zu schreiben. Paul Saltzman, ein junger kanadischer Filmemacher, der in Indien unterwegs war, kampierte außerhalb des Geländes, bis er hereingebeten und in den Kreis der Beatles aufgenommen wurde. Trotz aller Spekulationen nahm Shirley MacLaine nicht an dem Treffen teil, und Lennon entschied sich dagegen, seine Künstlerfreundin Yoko Ono mitzubringen.

## Anlage

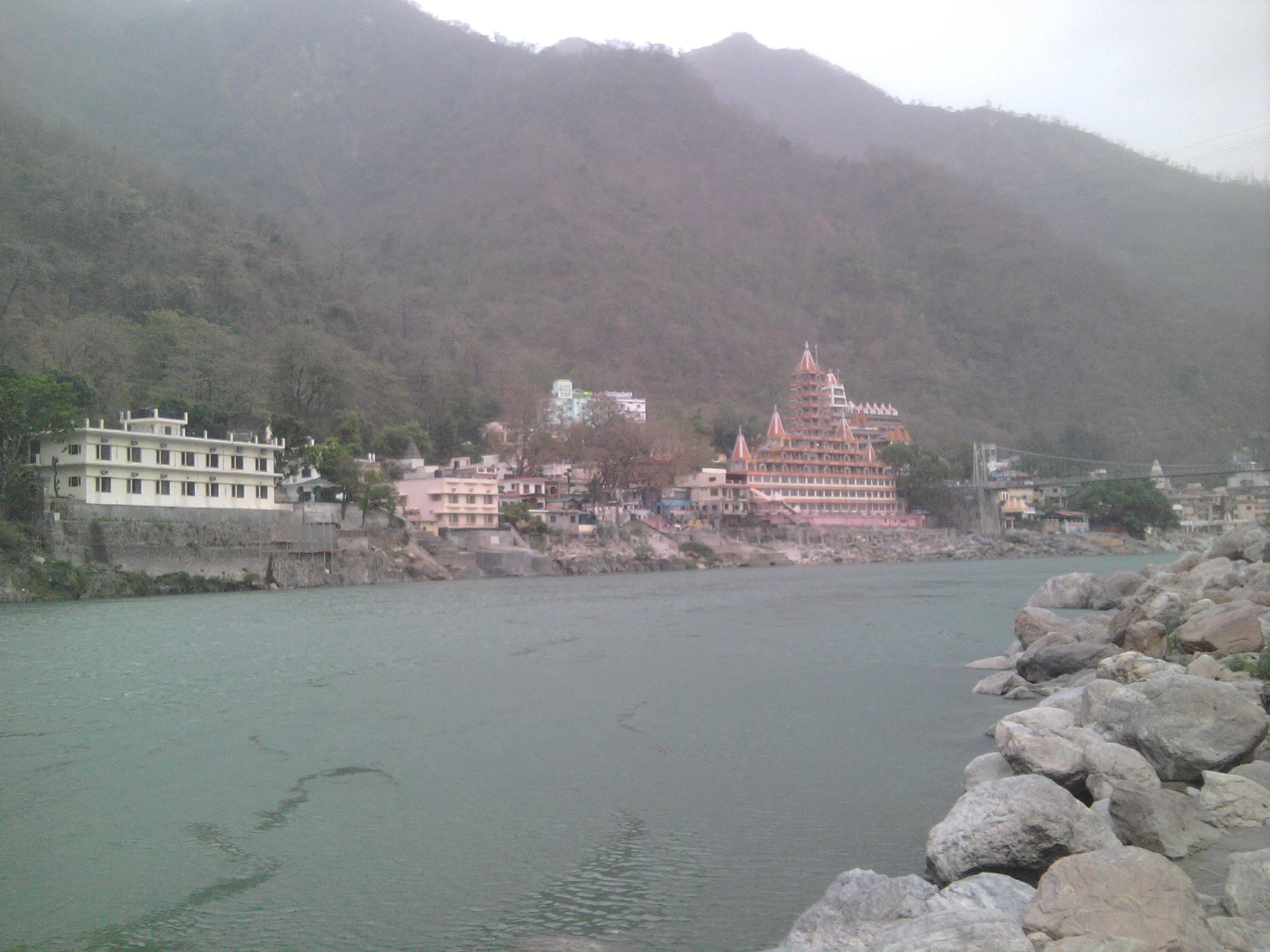
Blick auf Rishikesh vom Strand aus

Rishikesh liegt im „Tal der Heiligen“ in den Ausläufern des Himalaya und ist ein Ort von religiöser Bedeutung, der als „Yogahauptstadt der Welt“ bekannt ist. Die Maharishi's International Academy of Meditation, auch Chaurasi Kutia Ashram genannt, war ein 57.000 m2 großes, von Dschungel umgebenes Gelände, das sich auf der anderen Seite des Ganges, 46 m über dem Fluss befand. Die Einrichtung war auf westliche Gewohnheiten zugeschnitten; Starr verglich den Ashram später mit „einer Art spirituellem Butlin's“ (einem preisgünstigen britischen Ferienlager). Die Bungalows der Beatles waren mit elektrischen Heizungen, fließendem Wasser, Toiletten und Möbeln im englischen Stil ausgestattet. Laut Cooke de Herrera besorgte der Maharishi viele „besondere Gegenstände“ aus einem nahe gelegenen Dorf, damit die Zimmer der Beatles mit Spiegeln, Teppichböden, Wandverkleidungen, Schaumstoffmatratzen und Bettdecken ausgestattet werden konnten. Sie schrieb, dass die Hütten der Beatles im Vergleich zu den Bungalows der anderen Studenten „wie ein Palast“ aussahen. Nach der Beschreibung von Cynthia Lennon enthielt das Schlafzimmer von ihr und ihrem Mann ein Himmelbett, einen Schminktisch, zwei Stühle und eine elektrische Heizung.

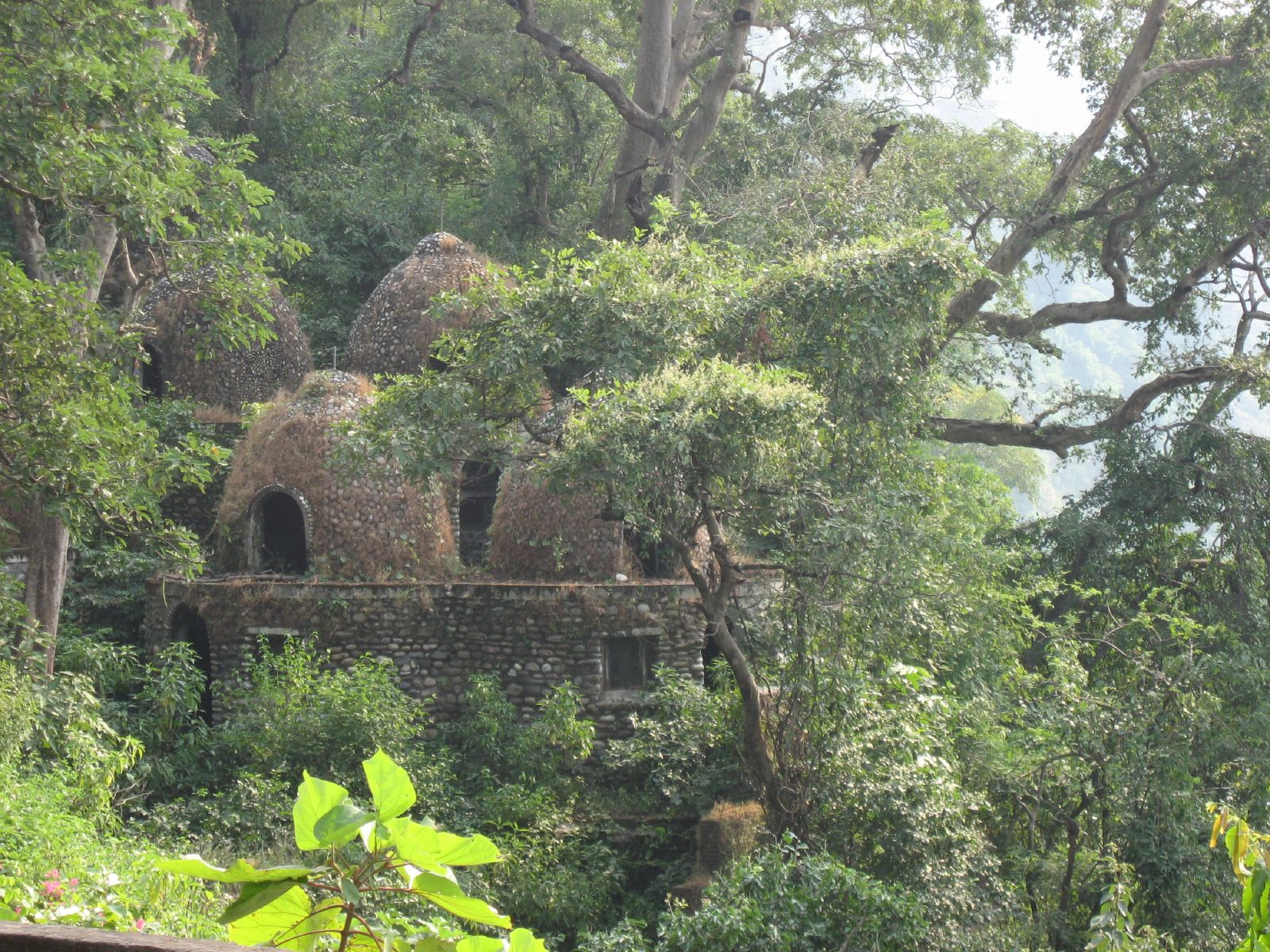
Meditationskuppeln in der Internationalen Akademie für Meditation (Bild aus dem Jahr 2006, lange nach der Schließung des Ashrams)

Evans erinnerte sich an rund 40 Mitarbeiter, darunter Köche, Reinigungskräfte, ein Tischler und eine komplette Druckerei. Einer von Maharishis Helfern, Ravindra Damodara, der später selbst ein Swami wurde, führte ein Tagebuch über diese Zeit im Ashram. Für den Aufenthalt der Beatles, so Damodara, seien vier kleine, mit Steinen gedeckte Gebäude entlang des Weges vom Hauptzentrum hinunter zu den Toren des Ashrams errichtet worden. Zu diesen kuppelförmigen Räumen gehörte eine erhöhte Plattform, zu der man über eine Leiter gelangte und auf der jeder Beatle eine fortgeschrittene Meditation durchführen konnte. Die Unterkunft des Maharishi war ein langer, moderner Bungalow, der abseits der anderen Gebäude lag.
Der Ashram war von Stacheldraht umgeben und die Tore wurden verschlossen und bewacht. Obwohl der Maharishi die Medien von seinen berühmten Schülern fernhielt, gab er der Presse Interviews. Zur Dankbarkeit der Beatles bat er die Reporter, wiederzukommen, nachdem die Band "ein wenig Zeit mit dem Kurs" gehabt hatte.
Während der gesamten Zeit, die die Beatles im Ashram verbrachten, berichteten diese Reporter über den Rückzugsort. Während die Musikjournalisten unter ihnen eine tolerante Haltung an den Tag legten, machten sich die Vertreter der Mainstream-Presse oft über die Idee des Rückzugs und der Meditation lustig. Für die Presse war McCartney der bereitwilligste Gesprächspartner; laut dem Autor Howard Sounes war er „das Haustier der Journalisten, der vernünftige Beatle“, der ihnen Zitate gab und für Fotos auf der Lakshman Jhula-Brücke posierte.

## Erlebnis
Der Maharishi hatte für seine Gäste einen einfachen Lebensstil eingerichtet. Die Tage waren der Meditation und der Teilnahme an seinen Vorträgen gewidmet, die er von einem blumengeschmückten Podium in einem Auditorium aus hielt. Er gab den einzelnen Beatles auch Privatunterricht, angeblich wegen ihrer verspäteten Ankunft. Die ruhige Umgebung und der Schutz vor dem Medienrummel trugen zur Entspannung der Band bei. Harrison sagte zu Saltzman über die Beweggründe der Beatles, sich der TM zuzuwenden: „Wir haben all das Geld, von dem man nur träumen kann. Wir haben all den Ruhm, den man sich nur wünschen kann. Aber es ist nicht die Liebe. Es ist nicht die Gesundheit. Es ist nicht der innere Frieden, oder?“ Nach Saltzmans Beschreibung hatte Harrison eine echte Hingabe an die Meditation, während Lennons Ansatz „eher pubertär war ... Er suchte nach ‚der Antwort‘. Nun, es gibt nicht ‚die Antwort‘.“ Laut Donovan herrschte beim ersten Treffen der Beatles mit dem Maharishi nach ihrer Ankunft eine peinliche Stille im Raum, bis Lennon zum Maharishi ging, ihm auf den Kopf klopfte und sagte: „Das ist ein guter kleiner Guru“. Alle brachen in Gelächter aus. Harrisons Spitzname für ihren Lehrer war „der große M“.
Nach Maharishis Lehre gibt es sieben Bewusstseinsstufen, und der Kurs würde den Studenten Erfahrungen mit der vierten Ebene vermitteln: dem „reinen“ oder transzendentalen Bewusstsein. Obwohl die Transzendentale Meditation wegen ihrer schnellen und einfachen Anwendung den Beinamen „das McDonald's der Meditation“ verdient hatte und Maharishi ihre wissenschaftliche Grundlage über religiöse Dogmen stellte, blieben starke vedische und hinduistische Aspekte bestehen. Seine Vorträge enthielten Geschichten und Gleichnisse sowie Vergleiche zwischen TM und westlichen Praktiken, insbesondere dem Christentum. Er befürwortete die Meditation vor dem Gebet und bezeichnete die Behauptung des Christentums, das irdische Leiden Jesus Christus sei ein göttliches Attribut, als eine „erniedrigende Lehre“ und eine Ablenkung von der Selbst- und Gottesverwirklichung.
Der Maharishi sagte die offiziellen Vorlesungen bald ab und forderte die Studenten auf, so lange wie möglich zu meditieren. Ein Student meditierte 42 Stunden am Stück, und Boyd sagte, sie habe einmal sieben Stunden lang meditiert. Auch Jenny Boyd meditierte lange Zeit, litt aber an Dysenterie (fälschlicherweise als Mandelentzündung diagnostiziert); sie sagte, Lennon habe sich auch unwohl gefühlt und unter Jetlag und Schlaflosigkeit gelitten. Die langwierige Meditation machte viele Schüler launisch und überempfindlich. Mehrere Kursteilnehmer und der Maharishi waren besonders besorgt über Prudence Farrows Unwillen, mit dem Meditieren aufzuhören.
Alle Schüler trugen einheimische Kleidung, und der Ashram verfügte über einen Schneider auf dem Gelände, der die Kleidung für sie anfertigte. Die Frauen der Beatles-Gruppe kauften in den umliegenden Städten Saris für sich selbst und Stoffe, die sie zu Hemden und Jacken für die Männer verarbeiteten. Zu diesen Städten gehörten Dehradun und Masuri, wo Märkte von Tibetern abgehalten wurden, die durch das Eindringen der Chinesen in Tibet aus ihrer Heimat vertrieben worden waren. Die Übernahme traditioneller indischer Kleidung durch die Beatles wirkte sich auf die westliche Mode aus, als sie diese nach ihrer Rückkehr in die Heimat trugen. Ein Großteil der Vorgänge im Ashram wurde von verschiedenen Studenten mit einer 16-mm-Handkamera gefilmt. Ausschnitte dieses Filmmaterials wurden 1995 in der Fernsehdokumentation The Beatles Anthology gezeigt.

“John and George were in their element. They threw themselves totally into the Maharishi's teachings, were relaxed and above all had found peace of mind that had been denied them for so long.”

„John und George waren in ihrem Element. Sie stürzten sich voll und ganz in die Lehren des Maharishi, waren entspannt und hatten vor allem den Seelenfrieden gefunden, der ihnen so lange verwehrt geblieben war.“

Die vegetarischen Mahlzeiten wurden in einem gemeinschaftlichen Essbereich eingenommen, wo das Essen durch aggressive Affen (Hanuman-Languren) und Krähen gefährdet war. Lennon beschrieb das Essen als „lausig“, während Pattie Boyd sagte, es sei „köstlich“. Auf dem Speiseplan standen mit Kreuzkümmel vermischte Kichererbsen, über dem Feuer gebackener Vollkornteig, gewürzte Auberginen und Kartoffeln, die vor Ort geerntet worden waren, und zum Frühstück gab es Cornflakes, Toast und Kaffee.

## Abreise und Nachwirkung
Die Exerzitien und die Disziplin, die für die Meditation erforderlich waren, wurden von den einzelnen Beatles mit unterschiedlichem Eifer ausgefüllt. Starr reiste am 1. März nach einem 10-tägigen Aufenthalt ab. McCartney reiste später im März ab, um sich um geschäftliche Belange zu kümmern. Harrison und Lennon reisten am 12. April abrupt ab, nachdem Gerüchte über das unangemessene Verhalten des Maharishi gegenüber Farrow und einer weiteren seiner Studentinnen laut geworden waren. Der spaltende Einfluss des griechischen Freundes der Beatles, „Alexis“ Mardas, finanzielle Uneinigkeiten und der Verdacht, dass ihr Lehrer den Ruhm der Band ausnutzte, wurden auch von Biographen und Zeugen als Gründe für die Unzufriedenheit der beiden Beatles angeführt.
Die öffentliche Verurteilung der Band gegen den Maharishi wirkte sich nachteilig auf seinen Ruf im Westen aus, und ihre Rückkehr aus Rishikesh markierte den Beginn einer gespaltenen Atmosphäre, die die Auflösung der Gruppe im Jahr 1970 vorwegnahm. Harrison entschuldigte sich später dafür, wie er und Lennon den Maharishi behandelt hatten. Wie viele der anderen Studenten im Aschram sagte er, dass Vorwürfe in Bezug auf das unangemessene Verhalten des Maharishi unbegründet seien. Harrison gab 1992 ein Benefizkonzert für die mit dem Maharishi assoziierte Naturgesetz Partei. 2009 traten McCartney und Starr bei einem Benefizkonzert für die David Lynch Foundation auf, bei dem Spenden gesammelt wurden, um gefährdeten Schülern TM beizubringen. Aufgrund des anhaltenden Interesses an den Beatles-Exerzitien von 1968 wurde der verlassene Aschram 2015 offiziell für die Öffentlichkeit geöffnet und in „Beatles Ashram“ umbenannt.